# مضاد اكتئاب رباعي الحلقات

ميرتازابين وهو دواء مضاد اكتئاب رباعي الحلقات

مضادات الاكتئاب رباعية الحلقات هي مجموعة من مضادات الاكتئاب توفرت أول مرة خلال عقد السبعينيات من القرن العشرين، تمتلك بنية كيميائية رباعية الحلقات، أي تحتوي على أربع حلقات من الذرات، وهي تقارب في المواصفات مضادات الاكتئاب ثلاثية الحلقات.

## أمثلة
- ميانسيرين
- ميرتازابين، ويعد إلى جانب ميانسيرين أقل سمية مقارنة بمضادات الاكتئاب رباعية الحلقات في حالات الجرعة المفرطة.[1][2]
- مابروتيلين
- ستيبتيلين [الإنجليزية]

كذلك هناك أدوية أخرى تحتوي على أربع حلقات لكنها غير مدمجة جميعا:
- أموكسابين
- كويتيابين، وهو مضاد غير نمطي للذهان